# Densité de l'Univers
La densité de l'Univers est le rapport entre la matière ordinaire, la matière noire ou encore la lumière contenue dans l'Univers et son volume. La densité moyenne de la matière ordinaire dans l'Univers est estimée à 0,20–0,25 proton par mètre cube,,. À titre de comparaison, l’atmosphère terrestre est 2 × 1027 fois plus dense. 
La densité moyenne de matière baryonique dans l'Univers se situe entre 1,7 × 10−31 et 4,1 × 10−31 grammes par centimètre cube.
La densité moyenne de matière varie fortement dans l'Univers ; le vide intergalactique est cent-mille fois plus vide que le vide interstellaire à l’intérieur de notre galaxie.

## Évolution lors des différentes ères cosmologiques
L'évolution de la densité cosmologique {\displaystyle \rho (t)} suit différentes lois dans le modèle standard de la cosmologie. On peut les déduire, suivant les différentes ères cosmologiques, de l'équation de conservation de l'énergie et des équations de Friedmann-Lemaître.
Dans tous les cas :
{\displaystyle H\propto \;{\frac {1}{t}}}
où {\displaystyle H} est la constante de Hubble.

### Ère radiative
Pour les espèces relativistes :
{\displaystyle \rho (t)\propto \;a(t)^{-4}}
où {\displaystyle a(t)} est le facteur d'échelle cosmologique. 
{\displaystyle a\propto \;t^{1/2}}
donc :
{\displaystyle H\propto \;a^{-2}}
et avec {\displaystyle T} la température de l'Univers :
{\displaystyle \rho \propto \;T^{4}}

### Ère de la matière
Pour les espèces non relativistes :
{\displaystyle \rho (t)\propto \;a(t)^{-3}}
{\displaystyle a\propto \;t^{2/3}}
donc :
{\displaystyle H\propto \;a^{-3/2}}

### Ère de l'énergie noire
{\displaystyle \rho (t)\propto \;1}
{\displaystyle a\propto \;e^{\left({\frac {\Lambda }{3}}\right)^{1/2}t}}
donc :
{\displaystyle H\propto \;{\sqrt {\frac {\Lambda }{3}}}}